# Real Sporting de Gijón B
El Real Sporting de Gijon B, és un club de futbol espanyol, filial del Real Sporting de Gijón, que actualment juga a la Segona Divisió B. Disputa els seus partits com a local al primer camp de l'escola de futbol de Mareo, denominat Pepe Ortiz.

## Dades del club
- LLoc històric de filials: 15.º
- Temporades a 2a: -
- Temporades a 2a B: 23[2]
- Temporades a 3a: 15
- Millor lloc a la lliga: 1.er (Segona Divisió B: 1995/96 i 1996/97)
- Pitjor lloc a la lliga: 7.è (Tercera Divisió: 2005/06)

## Palmarès

### Tornejos nacionals
- Segona Divisió B (2): 1995/96 i 1996/97
- Copa de la Lliga de Segona Divisió B (1): 1982/83

### Tornejos amistosos i premis
- Trofeu Emma Cuervo: 2008